# Primera División (Uruguay) 1935
Die Saison 1935 der Primera División war die 32. Spielzeit (die 4. der professionellen Ära) der höchsten uruguayischen Spielklasse im Fußball der Männer, der Primera División.
Die Primera División bestand in der Meisterschaftssaison des Jahres 1935 aus zehn Vereinen, deren Mannschaften in den insgesamt 90 Meisterschaftsspielen jeweils zweimal aufeinandertrafen. Es fanden 18 Spieltage statt. Die Meisterschaft gewann Peñarol Montevideo als Tabellenerster vor den zweit- und drittplatzierten Vereinen Nacional Montevideo und Montevideo Wanderers. Ein Absteiger wurde in jener Saison nicht ermittelt. Torschützenkönig wurde mit zwölf Treffern Antonio Cataldo.

## Jahrestabelle
| Pl. | Verein                    | Sp. | S  | U | N  | Tore    | Diff. | Punkte |
| --- | ------------------------- | --- | -- | - | -- | ------- | ----- | ------ |
| 1.  | Peñarol Montevideo        | 18  | 15 | 1 | 2  | 036:900 | +27   | 31     |
| 2.  | Nacional Montevideo (M)   | 18  | 14 | 1 | 3  | 036:110 | +25   | 29     |
| 3.  | Montevideo Wanderers      | 18  | 10 | 5 | 3  | 030:200 | +10   | 25     |
| 4.  | Rampla Juniors            | 18  | 8  | 2 | 8  | 032:250 | +7    | 18     |
| 5.  | Club Atlético Defensor    | 18  | 8  | 2 | 8  | 031:290 | +2    | 18     |
| 6.  | River Plate               | 18  | 7  | 3 | 8  | 030:340 | −4    | 17     |
| 7.  | Sud América               | 18  | 6  | 5 | 7  | 019:280 | −9    | 17     |
| 8.  | Central                   | 18  | 4  | 4 | 10 | 017:290 | −12   | 12     |
| 9.  | Racing Club de Montevideo | 18  | 3  | 2 | 13 | 021:340 | −13   | 08     |
| 10. | Bella Vista               | 18  | 2  | 1 | 15 | 022:550 | −33   | 05     |

| (M) | Meister der vorangegangenen Saison |